# La Bella y la Bestia (ópera)
La Bella y la Bestia (título original en francés: La Belle et la Bête) es una ópera para conjunto y película, dividida en 19 secciones, con música y libreto de Philip Glass. Fue estrenada el 21 de junio de 1994 en Gibellina, Sicilia. Se realizó sobre la película homónima del cineasta francés Jean Cocteau, que a su vez se basó en un cuento de su compatriota Leprince de Beaumont.
Philip Glass, profundo admirador de Jean Cocteau, compuso una trilogía de trabajos musicales basándose en otras tantas películas del director francés. El primer trabajo fue precisamente la ópera La Bella y la Bestia (1994), basada en la película del mismo nombre del año 1946; una Dance Opera llamada Les Enfants Terribles (1997), de la película homónima del año 1950; y por último, una Suite para Piano (2003) basada en la película Orphée (1949).

## Estreno
Según la página web de Philip Glass y operone.de, se estrenó el 21 de junio de 1994 en Gibellina, Sicilia (Italia).
El estreno tuvo lugar en el Teatro de la Maestranza de Sevilla, el 5 de junio de 1994.[cita requerida] La orquesta encargada de conducir la representación fue The Philip Glass Ensemble integrada por: Michael Riesman (director), Philip Glass (teclados), Dan Dryden (mezclador de sonido), Jon Gibson (saxo soprano), Martin Goldray (teclados), Richard Peck (saxo soprano), Eleanor Sandresky (teclados) y Andrew Sterman (flauta y saxo soprano).
El libreto de la ópera lo constituye, con ligeras variaciones, los diálogos de la película. Para su estreno, se proyectó la película (en blanco y negro) sobre el escenario, pero privada de su banda sonora, es decir, muda. Sobre las imágenes mudas, los cantantes, acompañados naturalmente por la orquesta, realizaron su trabajo sin actuar, en una especie de ópera en concierto donde debían de sincronizar su voz con las imágenes mudas de la película.
Esta obra rara vez se representa en la actualidad; en las estadísticas de Operabase aparece con solo 5 representaciones en el período 2005-2010.

## Personajes
| Personaje                             | Tesitura     | Reparto el 4 de junio de 1994 Director: Michael Riesman |
| ------------------------------------- | ------------ | ------------------------------------------------------- |
| Bella (Joven y bella muchacha)        | mezzosoprano | Janice Felty                                            |
| Bestia (criatura deforme y solitaria) | barítono     | Gregory Purnhagen                                       |
| El Padre (padre de Bella)             | bajo         | John Kuether                                            |
| Ludovic (hermano de Bella)            | bajo         | John Kuether                                            |
| Felicie (hermana de Bella)            | soprano      | Ana María Martínez                                      |
| Adelaida (hermana de Bella)           | soprano      | Ana María Martínez                                      |
| Avenant (enamorado de Bella)          | barítono     | Gregory Purnhagen                                       |
| Ardent (joven príncipe)               | barítono     | Gregory Purnhagen                                       |
| Un usurero                            | bajo         | John Kuether                                            |

## Argumento
La acción se desarrolla en un país imaginario, en época indeterminada.
1.- Las hermanas

Ludovic y Avenant están adiestrándose en el tiro al arco, mientras Adelaida y Felicie coquetean con Avenant. Las muchachas no pierden oportunidad para mofarse de su hermana Bella.
2.- La petición de mano

Bella se encuentra sola en su casa realizando las tareas más duras del hogar, pues sus hermanas se niegan a ayudarla. Aparece Avenant y le declara su amor, pero ella, dulcemente, rechaza al muchacho. La llegada de Ludovic interrumpe la conversación de la joven pareja. Al percatarse de lo que sucede, Ludovic amenaza a su hermana con golpearla si se enamora de un hombre y abandona la casa. Avenant sale en defensa de la muchacha y pelea con Ludovic, pelea que es interrumpida por la llegada del Padre que separa a los dos muchachos. El Padre hace prometer a Bella que siempre permanecerá a su lado para cuidarlo.
3.- El viaje del Padre

El Padre debe ir a la ciudad a cerrar un negocio muy ventajoso. Felicie y Adelaida le piden que les traiga vestidos y joyas; Bella, humildemente, le pide una rosa, pues en la ciudad donde viven no crecen. Al marcharse el Padre, aparece el Usurero que amenaza a Ludovic con el embargo si no paga la deuda que mantiene con él.
En la ciudad, el Padre no consigue firmar el contrato que esperaba y, arruinado, regresa por la noche a su casa.
4.- Los dominios de la Bestia

En la oscuridad del bosque, el Padre acaba perdiéndose y, tras caminar sin rumbo, se topa con un castillo. Entra en la mansión y tras comprobar que no hay nadie, se sienta a la mesa donde unas manos mágicas le sirven la cena. Luego de dormir un poco, pasea por el jardín del castillo descubriendo una preciosa rosa que arranca para llevársela a Bella.
Cuando se dispone a marchar, aparece la Bestia que lo acusa de haber robado una de sus rosas, por lo que merece la muerte. El Padre suplica en vano, únicamente la Bestia le perdonará la vida si accede a intercambiarse por una de sus hijas. Cuando el Padre jura cumplir dicha condición, la Bestia le proporciona un caballo llamado Magnífico que lo llevará a través del bosque hasta su casa, y a la vez, traerá de regreso a la hija prometida.
5.- Regreso del Padre

En el hogar familiar, el Padre narra su aventura en el bosque. Felicie y Adelaida se niegan a sustituir al Padre, siendo finalmente Bella la que se ofrece a ir al castillo de la Bestia.
6.- Bella va al castillo

A lomos de Magnífico, Bella llega al castillo donde muebles y espejos le hablan con voces extrañas. Bella cae desmayada al ver a la Bestia, quien la toma en brazos y la conduce a su nueva alcoba donde permanece dormida.
7.- La cena

Bella despierta, se arregla, y baja al salón del castillo para cenar. Aparece la Bestia que la tranquiliza, tratándola con exquisita cortesía. El dueño del castillo le confiesa que, aunque su aspecto es horrendo, su corazón es bondadoso. Bella le responde que hay muchos hombres que son todo lo contrario, que con un aspecto agradable guardan en su interior un corazón monstruoso. La tensión cede, y la Bestia pide a Bella que le conceda su mano, a lo que ella se niega en rotundo. La Bestia da las buenas noches y desaparece.
8.- Los tormentos de la Bestia

Al día siguiente, la Bestia, totalmente sojuzgada por Bella, la busca infructuosamente por todo el castillo. Finalmente, entra en la alcoba de Bella bajo el pretexto de ofrecerle un regalo. Bella, indignada, lo expulsa sin contemplaciones.
9.- Paseo por el jardín

La Bestia y Bella pasean por el jardín del castillo. Ella observa que la Bestia bebe como un animal, a lengüetazos, de un charco. Un poco más tarde, aparece un ciervo y la Bestia se pone tenso como si quisiera salir corriendo para cazarlo. Bella conversa con él, dulce y distendida, consiguiendo que poco a poco la Bestia se muestre menos bronca y tosca. De nuevo la Bestia tiene sed, pero cuando se va a agachar en el charco, Bella le ofrece de beber de sus propias manos.
La Bestia nota que Bella está cada día más triste; al interrogarla por el motivo, ella le responde que no puede dejar de pensar en su padre y que desea verlo. La Bestia le confiesa que teme que si la deja marchar, nunca regrese, y en ese caso él moriría de dolor. Bella le promete que regresará al cabo de una semana, pues lo aprecia demasiado como para causarle la muerte.
10.- El embargo los muebles

Mientras el Padre permanece enfermo en la cama, los agentes judiciales al mando del Usurero, se llevan los enseres domésticos para saldar parte de la deuda contraída por Ludovic.
11.- La confianza de la Bestia en Bella

La Bestia le muestra a Bella un pabellón en el centro del jardín, donde se encuentran todas las riquezas que posee. Como muestra de confianza y amor, le entrega a Bella la llave de oro del pabellón; si ella no regresara y él muriera de dolor, Bella no tendría que preocuparse por su futuro, pues todas las riquezas pasarían a ser suyas. Finalmente, la Bestia le entrega a Bella un guante mágico que con solo desearlo la trasladará al lugar que ella desee. Bella utiliza el guante y desaparece.
12.- Bella regresa a casa de su padre

El guante mágico ha transportado a Bella a su casa. El padre cree que Bella se ha fugado del castillo, pero cuando ella le dice que la Bestia la ha dejado marchar y que ella voluntariamente regresará al cabo de una semana, se siente confundido y enojado. Bella le cuenta que la Bestia tiene como dos personalidades enfrentadas, y que ella se ha propuesto redimirlo. El Padre no lo comprende, y cuando Bella derrama una lágrima, esta se convierte en un diamante, prueba de que la Bestia está protegida por el Cielo.
13.- Bella cuenta su historia

Patio de la casa familiar donde Felicie y Adelaida tienden la ropa, Avenat corta leña y Ludovic da de comer a las gallinas. Aparece el Padre con Bella, a la que en un primer momento no reconocen los hermanos debido su lujoso vestido. Una vez repuestos de la sorpresa, los presentes le hacen a Bella multitud de preguntas que ella responde. Felicie se fija en el espléndido collar de Bella, y ésta, generosa, se lo regala. Cuando Felicie toca el collar, éste se convierte en una baratija; y es que los regalos de la Bestia solo son para Bella.
14.- El plan

Las hermanas de Bella no pueden tolerar que ésta se haya convertido en una mujer más elegante, rica y feliz que ellas. Ludovic piensa que las riquezas que de la Bestia le serían muy útiles para saldar sus deudas con el Usurero. Y por último, Avenant, siente unos terribles celos de la Bestia que lo torturan hasta hacerle perder la razón. Todos tienen un motivo para matar a la Bestia, y con añagazas, consiguen arrebatarle a Bella la llave de oro del pabellón del jardín de la Bestia, sin que la muchacha se dé cuenta.
15.- La pasión de Avenant

Avenat, a solas, declara su pasión amorosa a Bella. Naturalmente él intenta desacreditar a la Bestia a la vez que se pinta a sí mismo como ejemplo de amante fiel, honrado y cariñoso.
16.- Magnífico aparece

Han pasado los días y la Bestia, al no tener noticias de Bella, manda a Magnífico a buscarla y traerla de vuelta al castillo. El caballo al llegar al patio de la casa no se encuentra con Bella, sino con los tres hermanos y Avenant. Estos, al ver la extraordinaria planta del caballo, comprenden al instante que se trata de Magnífico, el caballo de la Bestia, que viene para llevarse a Bella. Ludovic y Avenant discuten sobre cual de los dos debe montar el caballo para así dar con el paradero de la Bestia y matarla. Finalmente, ambos jóvenes suben a lomos de Magnífico y parten hacia el castillo.
Bella se da cuenta de la desaparición de la llave de oro y, finalmente, descubre que ha sido engañada por sus hermanos. Desesperada y llena de remordimientos por la Bestia, se pone el guante mágico que la transporta al castillo.
17.- El pabellón

Bella encuentra a la Bestia, moribundo de amor, en el interior del pabellón. Ella se esfuerza por darle ánimos para que luche contra la muerte.
Mientras tanto, en el exterior del pabellón, Ludovic y Avenant intentan entrar en el interior. Sospechando que la llave de oro pudiera ser una trampa, deciden subirse al tejado y entrar por una claraboya. Avenat pierde el equilibrio y se precipita al vacío. La caída es mortal, y al expirar, Avenant se transforma en la Bestia; en ese mismo instante la Bestia se transforma en un bellísimo príncipe, Ardent.
18.- La metamorfosis

Bella, estupefacta, contempla como la Bestia se ha transformado en Ardent. Éste le cuenta que, debido a una maldición sobre sus padres, él se convirtió en Bestia y solo una mirada de amor podría deshacer el hechizo. Los amantes, abrazados, parten para el reino de Ardent donde Bella será la soberana y, gracias a la generosidad del príncipe, podrá tener junto a ella a su padre y hermanos.